# Симоненко (село)
Симоне́нко  (до 1948 року — Ільґері́-Абла́м; крим. İlgeri Ablam) — село Курманського району Автономної Республіки Крим.
Відстань від райцентру до населеного пункта становить 38 кілометрів по прямій.